# Aché jezik
Aché jezik (axe, “guaiaqui”, “guayakí”, guayaki-ache, “guoyagui”; ISO 639-3: guq), jezik Guayakí Indijanaca u paragvajskim departmanima Alto Paraná i Caaguazú. Pripada velikoj torodici tupi, porodici tupi-guarani, skupini guarani. Njime govori oko 1 360 ljudi (2007), a ima šest dijalekata.
Guayaki su nomadski lovci i sakupljači. ne smije se brkati sa sinotibetskim jezikom ache [yif] iz Kine

## Glasovi
21: p "t k mb "nd Ng tS dZ B m "l[ i "e a "o i~ "e~ a~ "o~ u~ u.

## Vanjske poveznice
- Ethnologue 14th
- Ethnologue (15th)